# Heterolytische splitsing
In de scheikunde is heterolyse een chemische splitsing van een neutraal molecule waarbij een kation en een anion ontstaan. De twee elektronen die instaan voor de binding worden aangewezen aan een van de molecuulfragmenten die ontstaan door de splitsing. Het bindend elektronenpaar komt steeds terecht bij het meest eletronegatieve deeltje:
{\displaystyle {\ce {A{-}B -> A+ + B-}}}
Bindingen kunnen ook worden gebroken door middel van homolyse. Bij heterolyse is er extra energie nodig om het ionenpaar te splitsen.